# Geografia de Sacavém

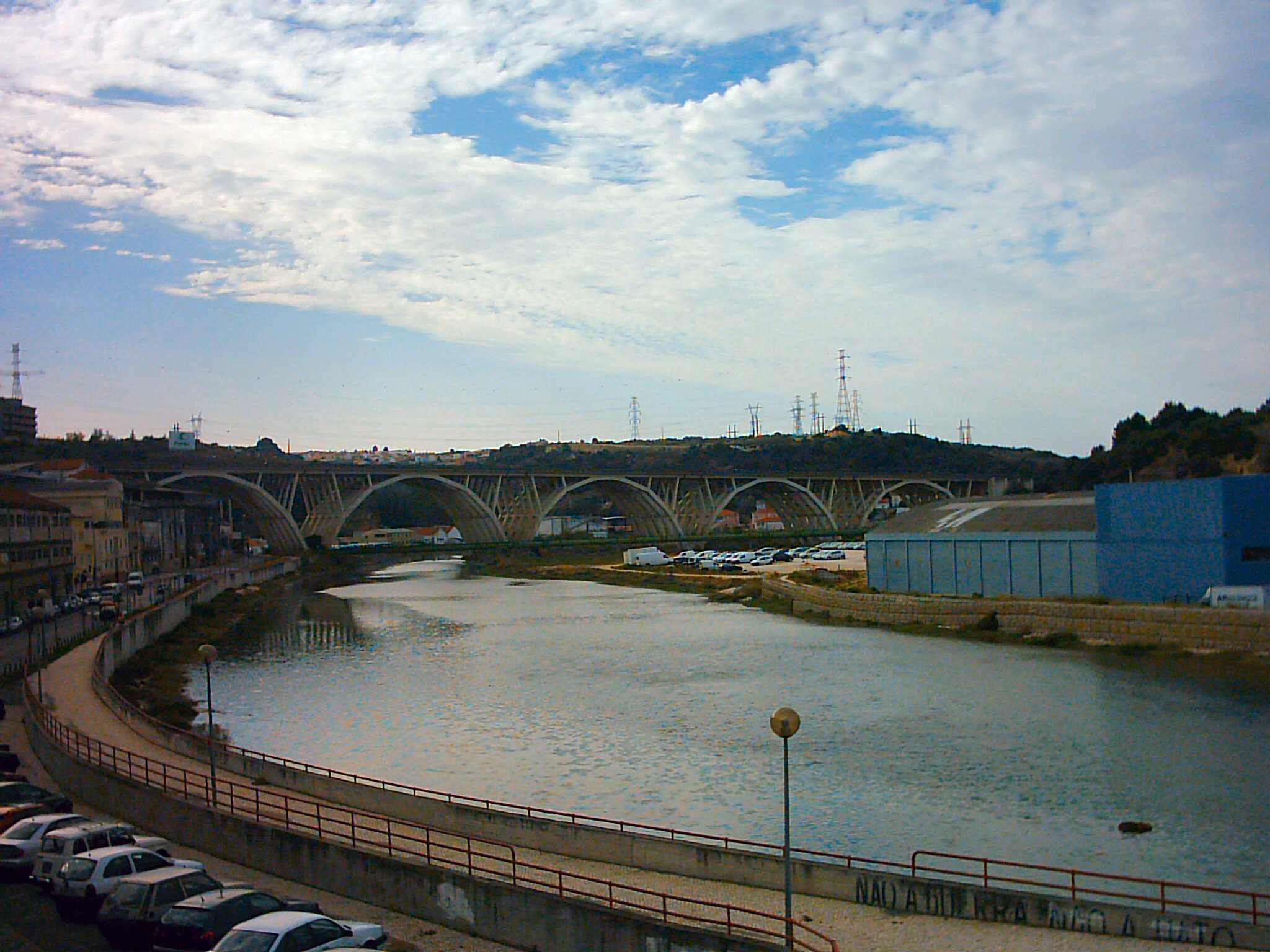
Sacavém é banhada pelo Rio Trancão…

A Freguesia de Sacavém é uma antiga freguesia portuguesa que tinha 3,81 km² de superfície e 18 469 habitantes (segundo o censo de 2011), o que lhe conferia uma densidade populacional de 4 847,5 h/km².
Localizada escassos quilómetros a nordeste de Lisboa, a capital nacional, estava integrada na metade oriental do Município de Loures (onde constituía o centro urbano mais importante, com o estatuto de cidade desde 1997), confinando com as seguintes freguesias:
- Bobadela (a Norte);
- Unhos (a Noroeste);
- Camarate (a Oeste);
- Prior Velho (a Sudoeste);
- Portela (a Sul);
- Moscavide (a Sudeste).

Era banhada pelos rios Tejo, a Este, e Trancão (anteriormente chamado rio de Sacavém), a Norte, sendo que este último separava Sacavém da vizinha freguesia da Bobadela).
Em termos estatísticos, constituía a décima terceira freguesia do Município em superfície, mas a quarta em número de habitantes.

## Situação
Outrora uma freguesia urbana de características predominantemente industriais, Sacavém tornou-se uma cidade plena de desenvolvimento, vivendo fundamentalmente do comércio e dos serviços (sector terciário). Tradicionalmente, achava-se dividida em Sacavém de Cima (o núcleo histórico situado à roda do terreiro da Capela de Santo André e Nossa Senhora da Saúde, no topo de um cabeço de pouca altitude, sobranceiro a Lisboa), e Sacavém de Baixo (núcleo formado em torno do Convento e Igreja Matriz, contíguo ao rio Trancão), separadas pela antiga Estrada Militar, que corre actualmente pela Avenida de São José, Rua Padre Filinto Ramalho    e Rua Salvador Allende.
Nas últimas décadas vieram-se-lhe juntar alguns bairros e urbanizações que, pelo seu contínuo crescimento, já mal se distinguem do velho casario urbano. São eles os bairros da Courela do Foguete, da Fonte Perra, do Olival Covo, da Quinta Nova, da Quinta do Património, do Real Forte, ou ainda dos Terraços da Ponte (a qual veio substituir a velha e degradada Quinta do Mocho, tristemente célebre ao longo de vários anos por ser a habitação de inúmeros cidadãos originários das antigas colónias africanas, que ali residiam em condições precárias).

## Relevo e hidrografia
A superfície da freguesia é relativamente pouco acidentada, variando entre uma altitude miníma de 0 metros junto ao Tejo, e um máximo de 60 metros de altitude à medida que se caminha para o interior, na zona de fronteira com as freguesias de Camarate e Unhos (a fronteira com Unhos é mesmo feita através de um declive significativamente escarpado – o chamado monte do Convento –, que corre paralelo à Estrada Nacional 250). Para além disso, há a notar pequenas elevações junto ao rio Trancão (o monte de Sintra, onde se ergue o Forte de Sacavém), na zona do centro histórico da cidade (por isso mesmo chamada Sacavém de Cima, registando uma altitude média de cerca de 38 metros acima do nível médio das águas do mar) e ao longo da Fonte Perra/Courela do Foguete/Quinta do Mocho (o monte do Mocho), nas proximidades da Auto-Estada do Norte.
A cidade é banhada pelo rio Trancão a Norte, sendo também percorrida pelas Ribeiras do Prior Velho (que corre subterrânea, sob a cidade) e do Mocho, ambas afluentes do Trancão.
Passa também na cidade o Rio Alviela, (através de um aqueduto – o Sifão do Canal do Alviela), o qual assegura o fornecimento de água à cidade de Lisboa e municípios limítrofes.

## Evolução geográfica
Tanto quanto é possível determinar, ao tempo da fundação da nacionalidade, Sacavém – uma das mais antigas paróquias da zona oriental de Lisboa – teria uma superfície muito superior à actual (rondando talvez os 30 km²), e incluiria diversas povoações que, com o decorrer do tempo, se tornaram autónomas: Bobadela, Camarate, Charneca, Moscavide, Prior Velho, Portela, São João da Talha e, com forte probabilidade, Santa Maria dos Olivais.
De certo, e na inexistência de mais documentos, sabe-se que fazia fronteira a Oeste com as paróquias de São Silvestre de Unhos (freguesia que então incorporava também o actual território da Apelação), São Julião de Frielas e Santa Maria de Loures (mais concretamente, com a Póvoa de Loures, que hoje corresponde à Póvoa de Santo Adrião, mas que à data era apenas um local daquela freguesia).
Admite-se que o limite Norte da paróquia fosse sensivelmente o mesmo da actual freguesia de São João da Talha; quanto ao limite Sul, é bastante vago e impreciso, sendo de supor que incluiria uma parte significativa da freguesia de Santa Maria dos Olivais (senão mesmo a sua totalidade), para além da da Charneca e como tal, terá feito fronteira com as paróquias do Menino Jesus de Odivelas, São João Baptista do Lumiar, dos Santos Reis Magos do Campo Grande, de São Jorge de Arroios e do São Bartolomeu do Beato.
Sacavém foi sendo sucessivamente amputada de partes significativas dos seu território, até ficar confinada à sua actual superfície. Assim, em 1388, foi desmembrada a freguesia de São João da Talha, levando também consigo o território da actual Bobadela.
Poucos anos volvidos, em 6 de maio de 1397, o arcebispo de Lisboa (D. João Anes) criou a paróquia eclesiástica e civil de Santa Maria dos Olivais (incluindo também a actual freguesia de Moscavide), com territórios que fariam (como foi supramencionado), com forte probabilidade, parte da paróquia de Sacavém, assim como da do Beato. Esta nova paróquia foi confirmada por bula do Papa Bonifácio IX em 1 de Julho de 1400.
Em 22 de junho de 1476, na sequência de uma longa disputa com a Universidade de Lisboa, é delimitada a paróquia da Charneca de Sacavém, desanexada também dessa freguesia.
Em 1 de maio de 1511, é chegada a hora de Camarate ganhar autonomia administrativa, através de um foral concedido por D. Manuel I.
Por fim, já no século XX, verificaram-se as últimas desanexações de território sacavenense, com a criação das freguesias da Portela (surgida oficialmente em 1 de janeiro de 1986) e Prior Velho (que nasceu como freguesia independente em 1989).
Em 2013, na sequência de uma reforma administrativa (Lei n.º 11-A, de 28 de janeiro), foi unida administrativamente à vizinha freguesia do Prior Velho, embora não tenha retomado os limites anteriores a 1989, data da autonomização daquela freguesia, em virtude de a metade oriental de Sacavém, a poente da Linha do Norte, haver sido incorporada na nova do freguesia do Parque das Nações, no Município de Lisboa.

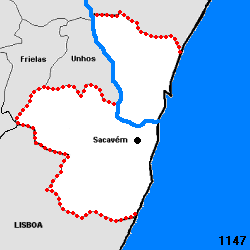
… em 1147
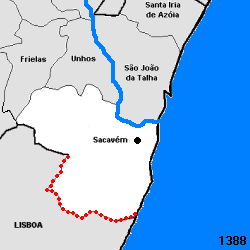
… em 1388
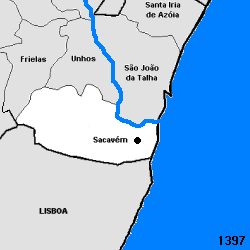
… em 1397
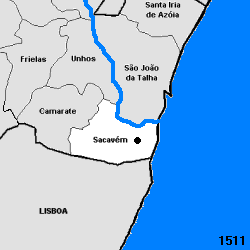
… em 1511
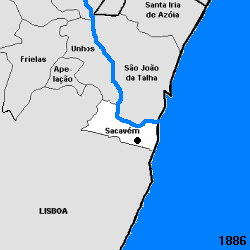
… em 1886
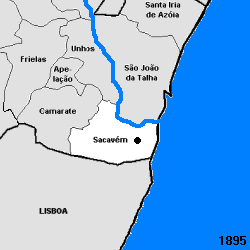
… em 1895
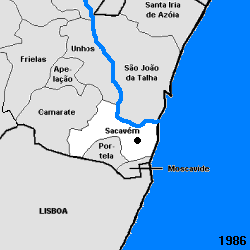
… em 1986
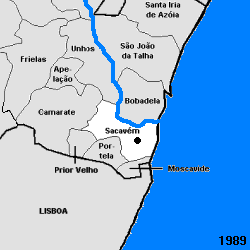
… em 1989

## Evolução administrativa
Quanto à evolução administrativa, Sacavém foi integrada, logo após a Reconquista, conjuntamente com inúmeras vilas e povoações do redor de Lisboa, no termo concelhio da capital, o qual correspondia, grosso modo, à sua zona de influência. O Termo era uma zona muito abrangente, essencialmente rural, e que se destinava em grande parte ao abastecimento da capital com produtos hortícolas e outros frescos. Economicamente, as freguesias do Termo distinguiam-se das freguesias urbanas (situadas dentro das muralhas) pela diferente tributação aplicada aos produtos comerciados numas e noutras.
Embora as fronteiras iniciais do Termo sejam desconhecidas, Sacavém deve ter feito parte dele logo a partir da Reconquista; a povoação aparece referenciada nas quatro cartas que D. João I, logo no início do seu reinado, endereçou à Câmara municipal de Lisboa, em agradecimento pelo auxílio que a capital do reino lhe prestara na luta contra Castela; nelas surgem também referenciadas várias vilas fronteiriças da capital (entre elas, contam-se as de Alenquer, Colares, Ericeira, Mafra, Sintra, Torres Vedras e Vila Verde dos Francos, até aí independentes, mas que por terem apoiado o partido de D. Beatriz, foram oferecidas à cidade de Lisboa, perdendo as suas prerrogativas municipais, vindo só mais tarde, face à grande distância e ao velho estatuto, a recuperar a sua autonomia concelhia).
Por uma lei de 20 de agosto de 1654 (no reinado de D. João IV), o Termo foi formalmente integrado na cidade de Lisboa para efeitos judiciais, e as freguesias que o integravam foram divididas pelos diversos bairros administrativos da cidade. No século XVIII, Sacavém surge referenciada entre as freguesias do Bairro de Alfama – aquele que é hoje o 1.º Bairro de Lisboa, centrado à volta das freguesias do centro histórico da cidade (sendo os outros bairros os do Rocio, Alcântara e Bairro Alto).
Quando, em 7 de novembro de 1716, o Papa Clemente XI criou, a instâncias do rei D. João V, o Patriarcado de Lisboa na zona ocidental da cidade, deixando o antigo Arcebispado de Lisboa adstrito às freguesias mais orientais, o monarca, para fazer corresponder a nova divisão eclesiástica à divisão administrativa, D. João V procedeu à repartição da cidade capital do reino em duas: Lisboa Ocidental, sede do Patriarcado, e Lisboa Oriental, sede do arcebispado, tendo Sacavém e outras vinte e seis freguesias orientais da cidade e do termo sido integradas nesta nova entidade. Contudo, ao fim de algum tempo se percebeu o erro da divisão, quer da diocese, quer da cidade; desta forma, em 1740, o Arcebispado de Lisboa Oriental (em sede vacante desde a fundação do Patriarcado) foi anexado ao Patriarcado de Lisboa Oriental num único Patriarcado de Lisboa; de igual forma, se procedeu à reunificação das duas cidades de Lisboa numa só, terminando assim a fugaz transferência de Sacavém e demais paróquias da zona oriental para a nova cidade de Lisboa Oriental.
Até à extinção do Termo de Lisboa, em 11 de setembro de 1852, Sacavém esteve nele integrada; uma vez abolido, transitou para o recém-criado concelho de Santa Maria dos Olivais. E, quando, em 22 de julho de 1886, a sede deste concelho foi transferida para a povoação de Loures e foi instituído o novo concelho de Loures, uma parte de Sacavém, a Norte da Estrada da Circunvalação (Sacavém Extra-Muros) passou a fazer parte desta nova entidade político-administrativa; a parte remanescente do seu território, a Sul da dita Estrada (composta essencialmente pelo espaço hoje ocupado pelas freguesias do Prior Velho e da Portela de Sacavém) permaneceu afectada à cidade de Lisboa (no 3.º Bairro), sob a designação de Sacavém Intra-Muros, e só em 26 de setembro de 1895 as duas partes da povoação se uniram de novo numa única freguesia (semelhante situação se passou com a vizinha Camarate, que só nesta mesma altura foi definitivamente integrada no concelho (atual município) de Loures).

## Código postal
Sacavém usa o seguinte endereço postal: 2685 Sacavém (exceptuados os três últimos dígitos).
Antes da última reforma do código postal, outras oito freguesias da zona oriental do Município de Loures usavam também o código 2685 Sacavém como seu endereço postal (a única excepção era Moscavide, que usava um código postal da zona da capital).